# Jussara Castro
Jussara Castro   (21 de gener de 1982) va ser una jugadora d'handbol de l'Uruguai que va jugar a la selecció nacional d'handbol femení de l'Uruguai.
Va participar en el Campionat del món d'Handbol femení de 2003 a Croàcia, el Campionat del món d'handbol femení de 2005 a Rússia, i al Campionat del món d'handbol femení de 2011 al Brasil.